# マスタード (音楽プロデューサー)
マスタード（Mustard、本名: Dijon Isaiah McFarlane、1990年6月5日 - ）は、アメリカ合衆国カリフォルニア州ロサンゼルス出身の音楽プロデューサー、ソングライター、DJ、ラッパー。別名DJマスタード（DJ Mustard）としても広く知られている。
2011年のTygaの楽曲「Rack City」がメインストリームで成功して以降、ヒップホップやR&Bの様々なレコードをプロデュースしている。マスタードのプロデュース曲のほとんどは「Mustard on the beat, ho!」というタグで始まることで知られている。ソロ作品としてアルバム『10 Summers』（2014年）、『Cold Summer』（2016年）、『Perfect Ten』（2019年）などをリリースしている。

## 人物

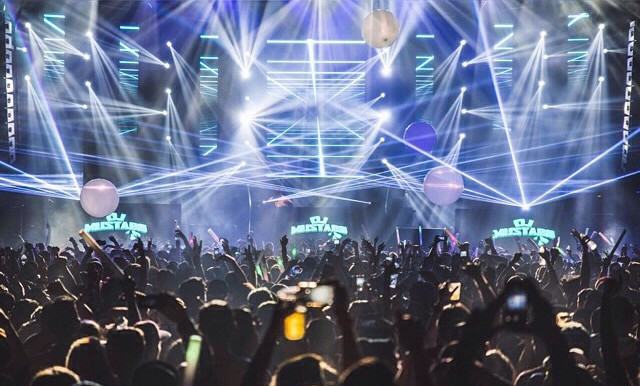
DJ Mustardのライブ（2015年）

マスタードは19歳の時にモデルのシャネル・ティエリーと交際を始め、2018年に婚約、2020年10月10日に結婚した。
2020年6月5日、自身の誕生日にマスタードはインスタグラムで47ポンドの減量を明かし、スレンダーな姿の写真を投稿している。

## ディスコグラフィ
スタジオ・アルバム
- 10 Summers (2014年)
- Cold Summer (2016年)
- Perfect Ten (2019年)

## プロデュース作品
以下は主な作品の抜粋
- Tyga「Rack City」（2012年）
- YG「My Nigga」（2013年）
- Ty Dolla Sign「Paranoid」（2013年）
- Kid Ink「Show Me」（2013年）
- Trey Songz「Na Na」（2014年）
- Tinashe「2 On」（2014年）
- Ty Dolla Sign「Or Nah」（2014年）
- Jeremih「Don't Tell 'Em」（2014年）
- Big Sean「I Don't Fuck with You」（2014年）
- Fergie「L.A. Love (La La)」（2014年）
- Omarion「Post to Be」（2014年）
- Kid Ink「Be Real」（2015年）
- Rihanna「Needed Me」（2016年）
- Lil Dicky「Freaky Friday」（2018年）
- Ella Mai「Boo'd Up」（2018年）
- Migos「Pure Water」（2019年）
- Roddy Ricch「Ballin」（2019年）
- Kendrick Lamar「Not Like Us」（2024年）